# Credicorp
Credicorp ist ein peruanisches Unternehmen mit Sitz in Lima.
Credicorp ist als Kreditinstitut im Bankenwesen tätig. Credicorp wird am Markt vor allem über ihre Tochtergesellschaften wahrgenommen. Die Bankengruppe ist hauptsächlich in Peru, Kolumbien, Chile und Bolivien aktiv.
Credicorp selbst ist eine Holding. Die Tochterunternehmen sind unter anderen:
- Banco de Crédito del Perú
- Atlantic Security Holding Corporation; Cayman Islands
- Grupo Credito S.A.
- El Pacífico-Peruano Suiza Compañía de Seguros y Reaseguros

Tätigkeitsfelder der Gruppe sind vor allem Geschäftskredite, Versicherungsleistungen und Investmentbanking.